# Telawi

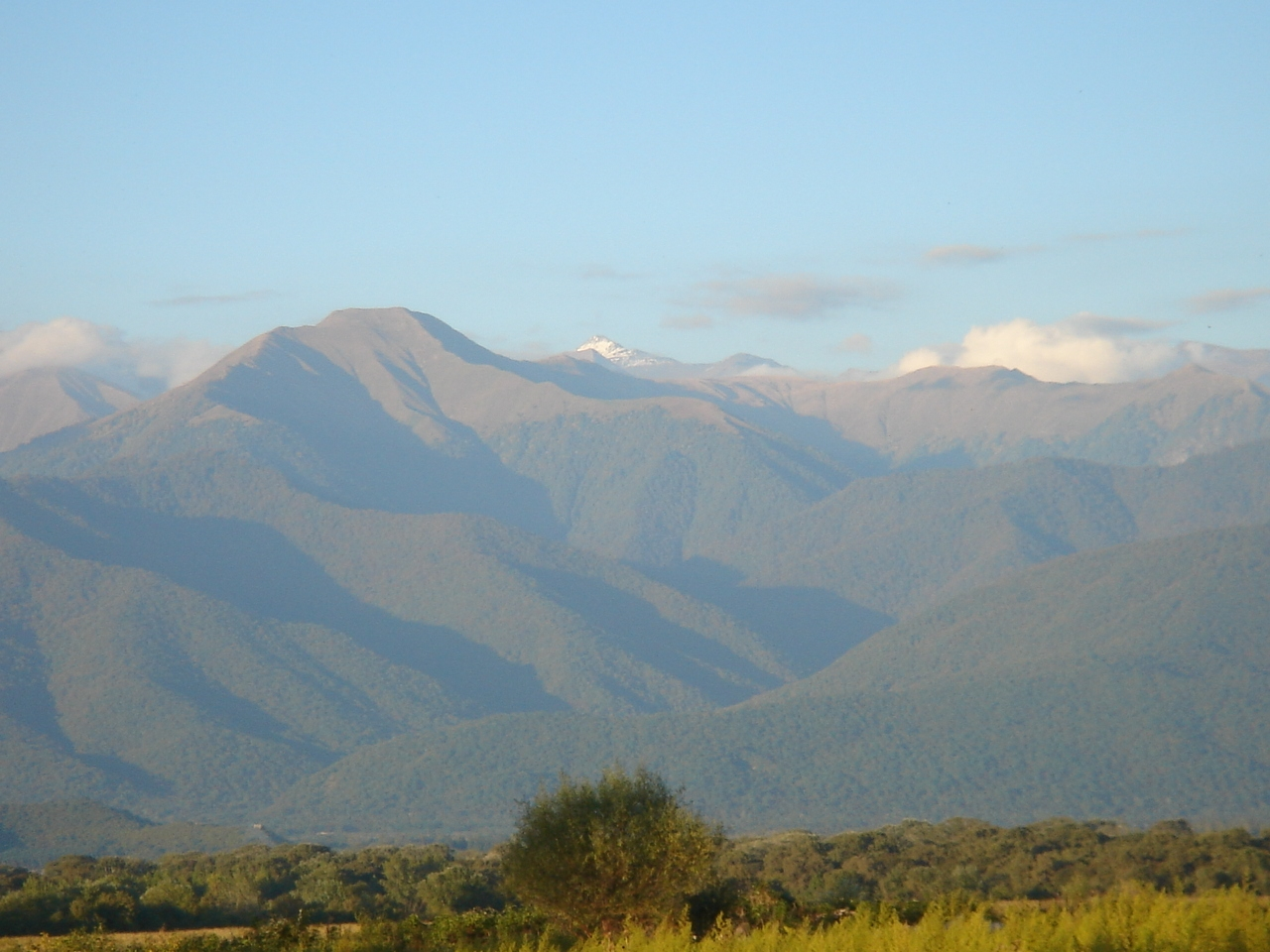
Blick über das Tal des Alasani auf den Kaukasus von Telawi aus gesehen

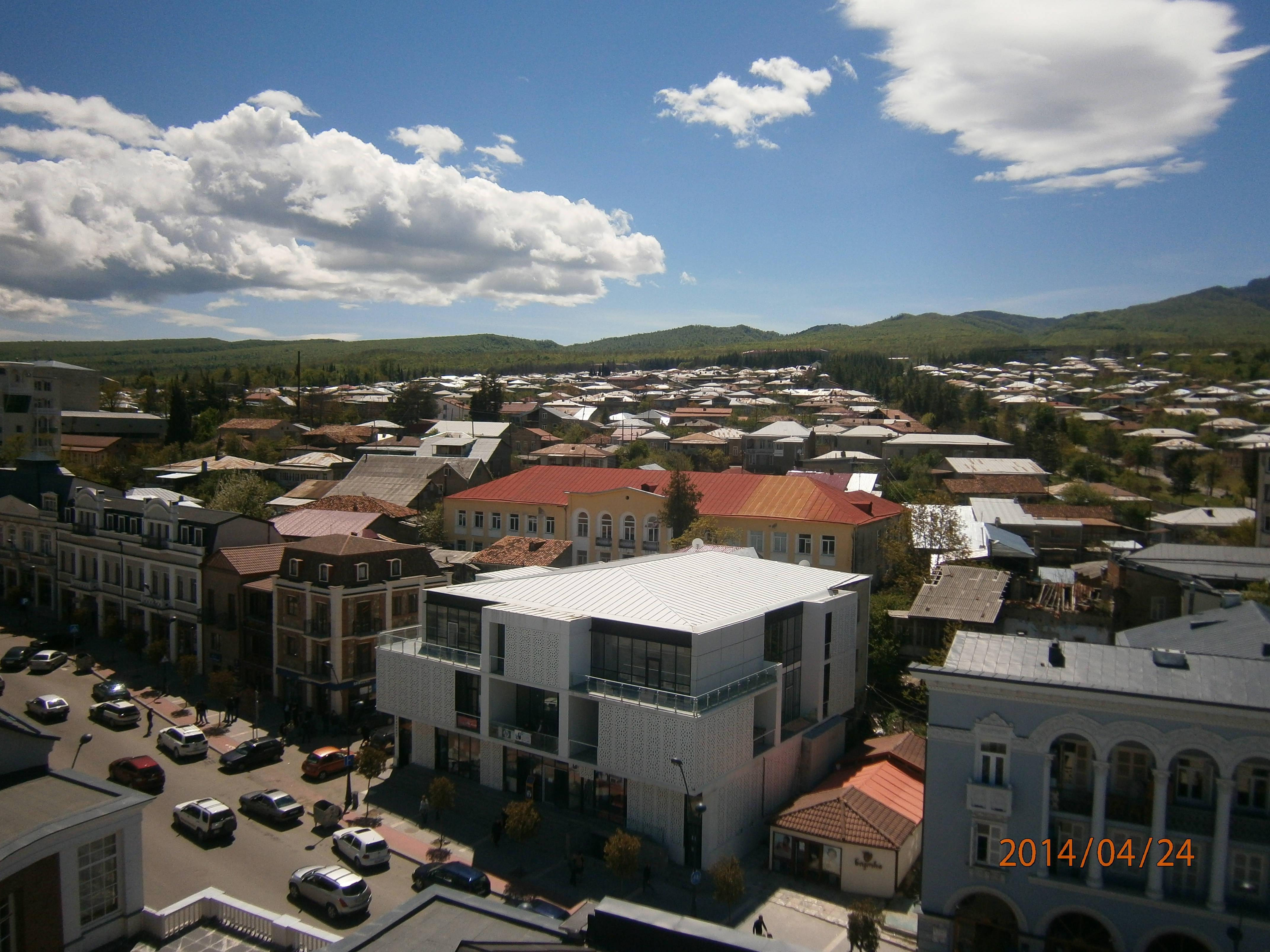
Blick über Telawi

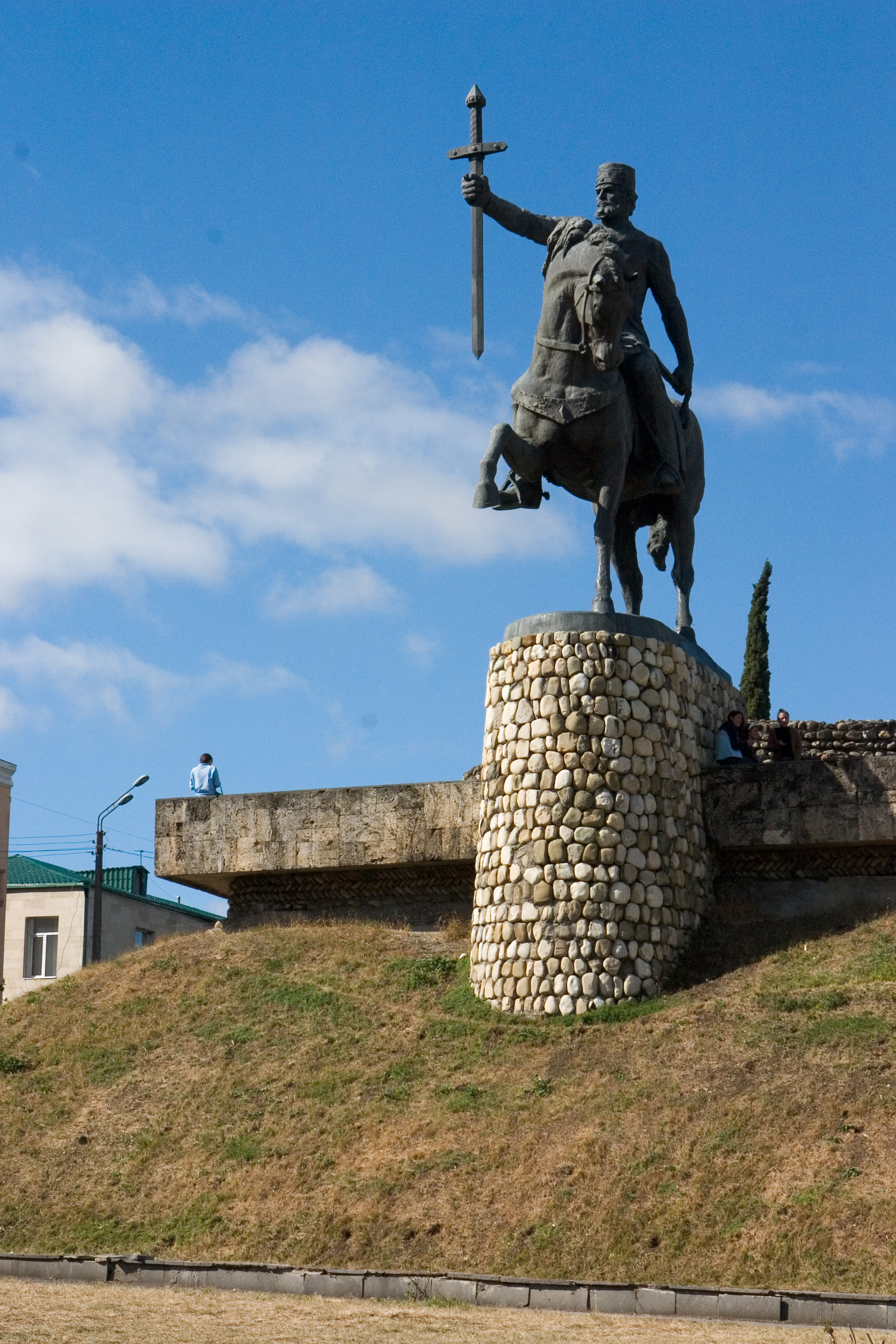
Reiterstandbild König Irakli II. im Stadtzentrum von Telawi

Telawi (georgisch თელავი) ist die Hauptstadt der Region Kachetien in Georgien.

## Geografie
Telawi liegt ca. 70 Kilometer östlich der georgischen Hauptstadt Tiflis am Fluss Alasani zu Füßen des Berges Ziwi im Kaukasus. Die Stadt ist vor allem für den Weinbau bekannt. Sie hat 19.629 Einwohner (Stand 2014). Telawi ist auch das Verwaltungszentrum der gleichnamigen Munizipalität.

## Geschichte
Telawi wurde erstmals im 2. Jahrhundert von dem griechischen Geographen Ptolemäus auf der Weltkarte Geographike Hyphegesis (lateinisch auch Explicatio geographica, „Geografische Anleitung“) als Teleda erwähnt. Der Name entstammt dem georgischen Wort Tela und bedeutet auf Deutsch „Ulme“.
Unter der Herrschaft Kwirike des Großen wurde die Stadt im 9. Jahrhundert zur Hauptstadt des Königreichs Kachetien-Heretien. Die Seidenstraße brachte Menschen und Güter. Im 12. Jahrhundert wurde Telawi zum Handelszentrum Georgiens. König Artschil II. machte den Ort zur Hauptstadt Kachetiens, errichtete einen Palast und eine Festung. Heute ist Telawi ein Zentrum des georgischen Weinbaus und Sitz vieler Weinkellereien.
1915 erhielt die Stadt mit der Bahnstrecke Tiflis–Telawi Anschluss an das Eisenbahnnetz. Die Strecke wird heute von der Georgischen Eisenbahn, Sakartwelos Rkinigsa, betrieben. Personenverkehr findet hier aber nicht mehr statt.

## Kultur und Wissenschaft
Im Süden der Stadt liegt die Staatliche Jacob Gogebashwili Universität Telawi. Sie wurde 1999 gegründet und unterrichtet neben Geistes-, Sozial-, Naturwissenschaften und Medizin vor allem Önologie. Vorläufer war das 1939 gegründete Pädagogische Institut.
Die Georgische Technische Universität betreibt eine Filiale in Telawi.

## Sehenswürdigkeiten
- Die Fassaden zahlreicher Gebäude in der Innenstadt Telawis werden seit 2012 von der Regierung mit großem Aufwand saniert oder neu gestaltet, teilweise werden auch Gebäude neu errichtet. Die Neugestaltung geschieht in einem historisierenden Stil, in dem zuvor auch die rund 50 Kilometer entfernte Kleinstadt Sighnaghi neu gestaltet wurde. Auch das markante Hochhaus des ehemaligen Hotels Intourist, das länger von Flüchtlingen aus Abchasien bewohnt wurde und dann leer stand, wird komplett saniert.
- Im Stadtzentrum erinnert ein Reiterdenkmal an König Irakli II. (georg. Erekle II., auch Heraklios II:), der von 1744 bis 1798 Kachetien, später als vereinigtes Königreich Kartli-Kachetien, bzw. Georgien regierte. Unweit des Denkmals steht der älteste Baum Georgiens. Es handelt sich um eine 900 Jahre alte Platane, die 46 Meter hoch ist und deren Krone 36 Meter misst. Im Volksmund trägt sie den Namen Chadari.

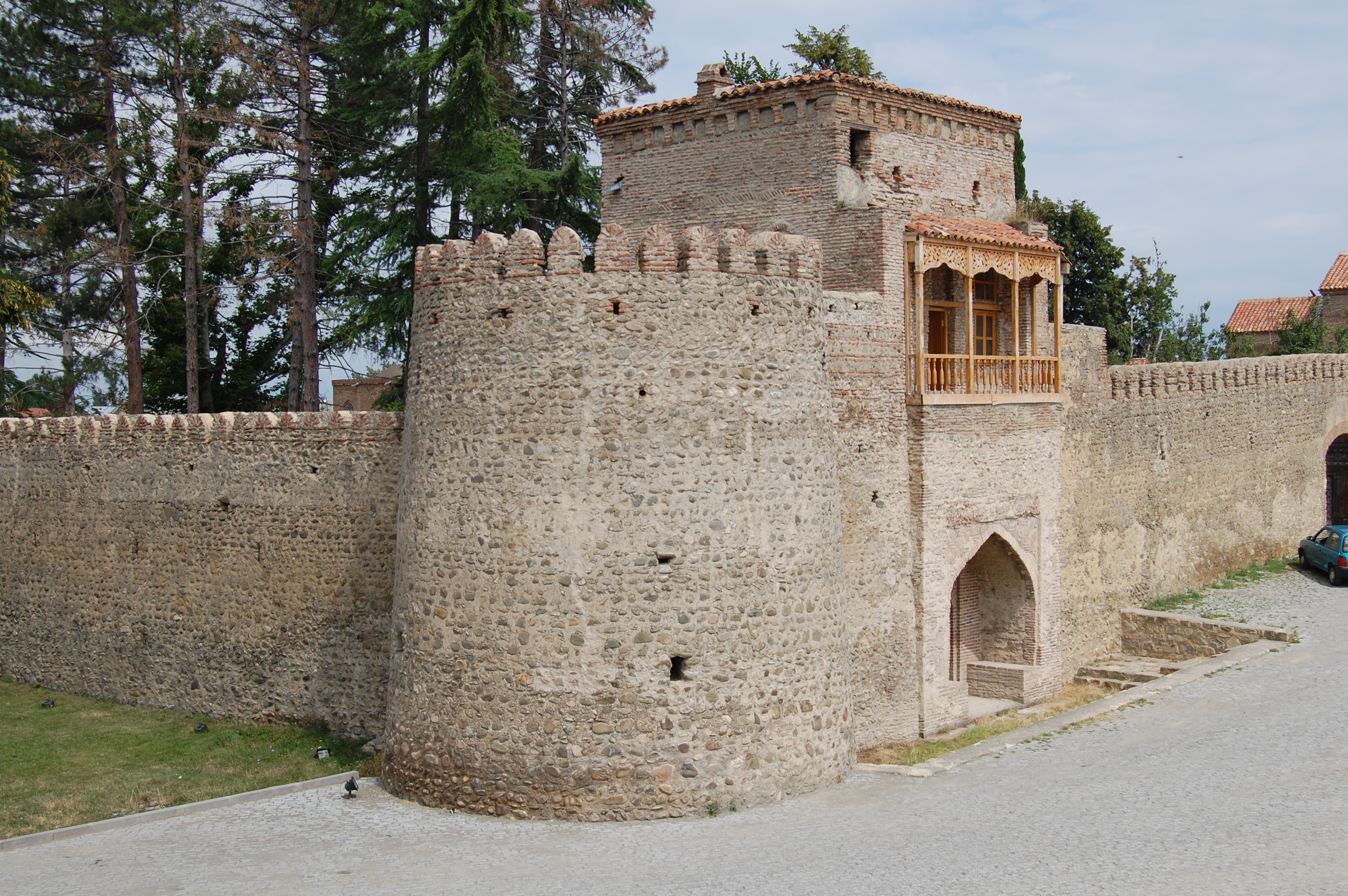
Außenmauer und eines der Tore der Königfestung/Batonis Ziche

- Die königliche Residenz blieb bis heute erhalten. Ihre Architektur zeigt persische Einflüsse, die aus der Zeit der Besetzung durch den südlichen Nachbarn herrühren. Die Herrenburg / Königsfestung (georgisch Batonis Ziche) mit Zinnen und Wachtürmen stammt aus dem 17. Jahrhundert. Sie beherbergt heute eine Bildergalerie und ein historisch-ethnographisches Museum. Im inneren, östlichen Teil der Burg sind zwei Königskapellen und der kachetische Königspalast mit Thronsaal und nach außen offenen Empfangshallen (Iwan) erhalten.
- Nahe Telawi steht die frühere Akademie von Ikalto, die im 6. Jahrhundert als Kloster gegründet wurde. Sie war eine Hochburg der georgischen Wissenschaft. Der Legende nach studierte dort der georgische Nationaldichter Schota Rustaweli. Unweit liegen auch die Festung Gremi, eine kachetische Königsresidenz aus dem 16. Jahrhundert, und das Wohnhaus des Dichters Alexander Tschawtschawadse, das heute ein Museum ist.
- Das Alawerdi-Kloster (etwa 15 km von Telawi) ist eine der bekanntesten Kirchen Georgiens. Besonders eindrucksvoll wirkt sie gegen den Hintergrund der schneebedeckten Berge (bis 3500 m) des Großen Kaukasus.
- Das zum Museum ausgebaute Weingut Zinandali befindet sich im gleichnamigen, etwas abgelegenen Stadtteil. Es wurde von Alexander Tschawtschawadse, einem Offizier des Zarenreiches und bedeutenden georgischen Dichter im Jahre 1886[3] erbaut. Beeindruckend ist die dortige Sammlung teils jahrhundertealter Weine. Das Weingut ist auch der Geburtsort des Weines Zinandali

## Sport
- In der Stadt war der Verein FC Kacheti Telawi ansässig.
- In der Stadt ist der Verein FC Telawi ansässig.

## Städtepartnerschaften
Telawi unterhält mit folgenden Städten eine Städtepartnerschaft:
- Biberach an der Riß (Deutschland), seit 1987
- Napa (USA), seit 1987
- Talsi (Lettland), seit 2015[4]

Nachdem die Musikschule Nr. 1 in Telawi kurz nach ihrer Fertigstellung abgebrannt war, halfen der Partnerschaftsverein Biberach, die Stadt Biberach, die Deutsche Gesellschaft für Technische Zusammenarbeit (GTZ) und die Hochschule Biberach beim Wiederaufbau.

## Söhne und Töchter der Stadt
- Erekle II. (1720–1798), König von Kachetien von 1744 bis 1762 und König von Kartlien-Kachetien von 1762 bis 1798
- Giwi Tschocheli (1937–1994), sowjetischer Fußballspieler und Fußballtrainer
- Giwi Tschikwanaia (1939–2018), sowjetischer Wasserballspieler
- Kachi Assatiani (1947–2002), sowjetisch-georgischer Fußballspieler, -Trainer, Politiker und Manager
- Ann Matnadze Bujiashvili (* 1983), georgisch-spanische Schachspielerin und -trainerin
- Lela Dschawachischwili (* 1984), Schachspielerin